# A TriMet pályaudvarainak listája
A TriMet pályaudvarai „több busz- vagy vasútvonal által érintett nagyobb csomópontok”.

## Pályaudvarok

### Üzemben
| Név                                                 | Település   | Helyszín                        | Megnyitva | Kép |
| --------------------------------------------------- | ----------- | ------------------------------- | --------- | --- |
| Barbur Boulevard pályaudvar                         | Portland    | Barber sugárút                  | 1977      |     |
| Beaverton pályaudvar (második helyszín)             | Beaverton   | Lombard sugárút                 | 1988      |     |
| Clackamas Town Center pályaudvar (második helyszín) | Clackamas   | Sunnyside út                    | 2009      |     |
| Gateway/Northeast 99th Avenue pályaudvar            | Portland    | Multnomah utca                  | 1986      |     |
| Gresham Central pályaudvar                          | Gresham     | 8. utca                         | 1982      |     |
| Hillsboro Central/Southeast 3rd Avenue pályaudvar   | Hillsboro   | Washington utca                 | 1998      |     |
| Hollywood/Northeast 42nd Avenue pályaudvar          | Portland    | 42. sugárút                     | 1986      |     |
| Lake Oswego pályaudvar                              | Lake Oswego | Déli és A sugárutak             | 1984      |     |
| North Lombard pályaudvar                            | Portland    | Interstate és Lombard sugárutak | 2004      |     |
| Oregon City pályaudvar                              | Oregon City | Főutca                          | 1991      |     |
| Parkrose/Sumner pályaudvar                          | Portland    | Sandy sugárút                   | 2001      |     |
| Portland Transit Mall                               | Portland    | 5. és 6. sugárutak              | 1977      |     |
| Rose Quarter pályaudvar                             | Portland    | Holiday utca                    | 1986      |     |
| Sunset pályaudvar                                   | Beaverton   | Barnes út                       | 1998      |     |
| Tigard Transit Center vasútállomás                  | Tigard      | Commercial utca                 | 1988      |     |
| Washington Square pályaudvar                        | Tigard      | Washington Square út            | 1994      |     |
| Willow Creek/Southwest 185th Avenue pályaudvar      | Hillsboro   | 185. sugárút                    | 1998      |     |

### Megszűnt
| Név                                              | Település   | Helyszín                          | Megnyitva | Bezárva | Kép |
| ------------------------------------------------ | ----------- | --------------------------------- | --------- | ------- | --- |
| Beaverton pályaudvar (első helyszín)             | Beaverton   | Névtelen utca a Broadwaytől délre | 1979      | 1988    |     |
| Burlingame pályaudvar                            | Portland    | Bertha és Lombard sugárutak       | 1984      | 2001    |     |
| Cedar Hills pályaudvar                           | Cedar Hills | Wilshire utca                     | 1979      | 1998    |     |
| Clackamas Town Center pályaudvar (első helyszín) | Clackamas   | Monterrey sugárút                 | 1981      | 2006    |     |
| Hillsboro pályaudvar (első helyszín)             | Hillsboro   | Baseline utca                     | 1988      | 1996    |     |
| Milwaukie pályaudvar                             | Milwaukie   | Jackson utca és 21. sugárút       | 1981      | 2010    |     |
| Rockwood pályaudvar                              | Gresham     | 188. sugárút                      | 1986      | 2010    |     |

## Fordítás
- Ez a szócikk részben vagy egészben  a   List of TriMet transit centers című angol Wikipédia-szócikk ezen változatának fordításán alapul.  Az eredeti cikk szerkesztőit annak laptörténete sorolja fel. Ez a jelzés csupán a megfogalmazás eredetét és a szerzői jogokat jelzi, nem szolgál a cikkben szereplő információk forrásmegjelöléseként.